# Бобинський Борис Васильович

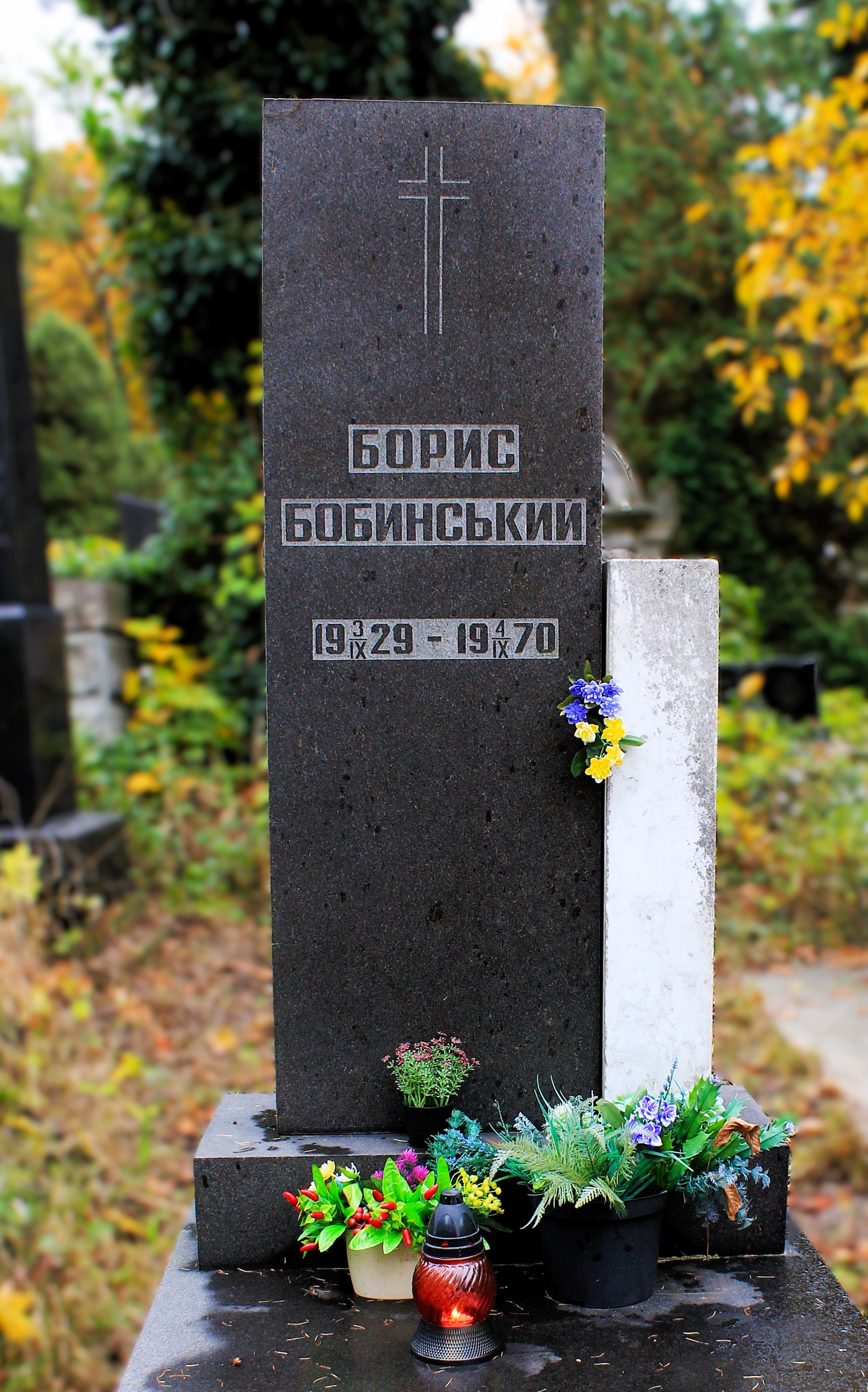
Нагробок на могилі поета Бориса Бобинського.

Борис Васильович Бобинський (3 вересня 1929, м. Львів — 4 вересня 1970, біля м. Хотин, Чернівецька область) — український поет, режисер. Автор слів і музики пісні «Оксано, Оксано, я чую твій голос» («Пісня про Оксану»). Син Василя Бобинського.

## Життєпис
Борис Бобинський народився 3 вересня 1929 року в місті Львові.
У 1930 році сім'я Бобинського емігрувала з польського Львова до радянського Харкова, рядуючись від переслідувань. Після аршту батька Василя Бобинського у 1933 році та розстрілу у 1938 році, Борис Бобинський потрапив до дитячого будинку у Курську, а його мати, Емілія Бобинська (Пастушенко), — до табору для дружин ворогів народу в Караганді. Під час навчання у сьомому класі Борис отримав лист від матері, розшукав її та у 1945 році повернувся з нею на Тернопільщину. Через рік мати померла.
Навчався в Кременецькому педагогічному інституті.
Від 1947 року проживав на х. Весела Гора, який розташований біля с. Мозолівки Підгаєцького району, згодом у Збаразькому районі та в с. Великих Гаях біля Тернополя, де був учителем школи.
1950 року за виконання «антирадянських» пісень, а також збирання грошей для ОУН, Бориса Бобинського заарештували і засудили до 15 років концтаборів, де він писав вірші та ліричні пісні про визвольну боротьбу. Твори поширювали багатьма таборами.
1955 року звільнений, а від 1957 — у Львові. Після закінчення режисерського факультету Київського театрального інституту працював на Львівській студії телебачення.
Помер 4 вересня 1970 року біля міста Хотина на Чернівеччині від нещасного випадку — під час стрибка у річку, вдарився головою об камінь. Похований  у Львові, на 10 полі Личаківського цвинтаря.

## Сім'я
Борис Бобинський був одружений на львів'янці на ім'я Софія. Доньки  мешкають у США та Україні.

## Доробок
1968 року за сценарієм Бобинського створено телевиставу «Екслібрис Поета» (присвячена батькові Василю). 1990 року вибрані поезії опублікували в журналі «Визвольний шлях» (кн. 11, 12).